# FFH-Gebiet NSG Fröslev-Jardelunder Moor

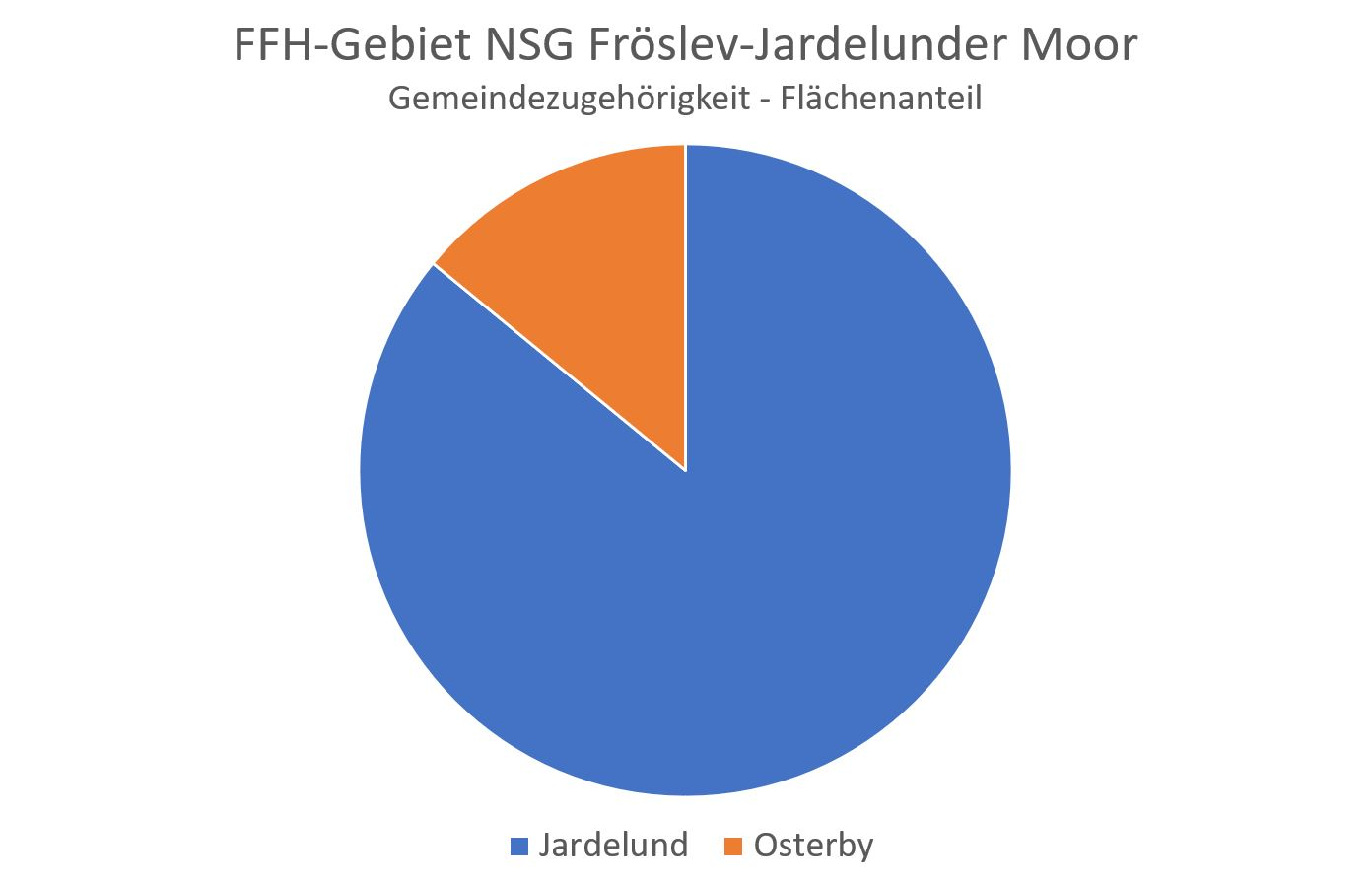
Diagramm 1: Gemeindezugehörigkeit

Das FFH-Gebiet NSG Fröslev-Jardelunder Moor ist ein NATURA 2000-Schutzgebiet in Schleswig-Holstein im Kreis Schleswig-Flensburg in den Gemeinden Jardelund und Osterby. Das FFH-Gebiet liegt im Naturraum Schleswiger Vorgeest, die aus naturfachlicher Bewertung laut Landschaftssteckbrief des Bundesamtes für Naturschutz (BfN) als „Schutzwürdige Landschaft mit Defiziten“ beschrieben wird. Das FFH-Gebiet hat eine Fläche von 224 ha. Es hat mit 2,5 km seine größte Ausdehnung in Nordsüdrichtung. Sein höchster Punkt liegt mit ca. 30 m über NN an der Westgrenze an der Landesstraße L 192, der tiefste Punkt mit 24 m an der Südostgrenze. Es liegt zwischen der L 192 im Westen, der deutsch-dänischen Grenze im Osten und dem Osterbyer Moor im Süden. Das FFH-Gebiet ist Teil eines größeren Hochmoorkomplexes aus Jardelunder, Fröslever und Osterbyer Moor. Dieser entstand aus einem verlandeten Flachsee in einer Schmelzwasserrinne eines Gletschers der letzten Eiszeit.

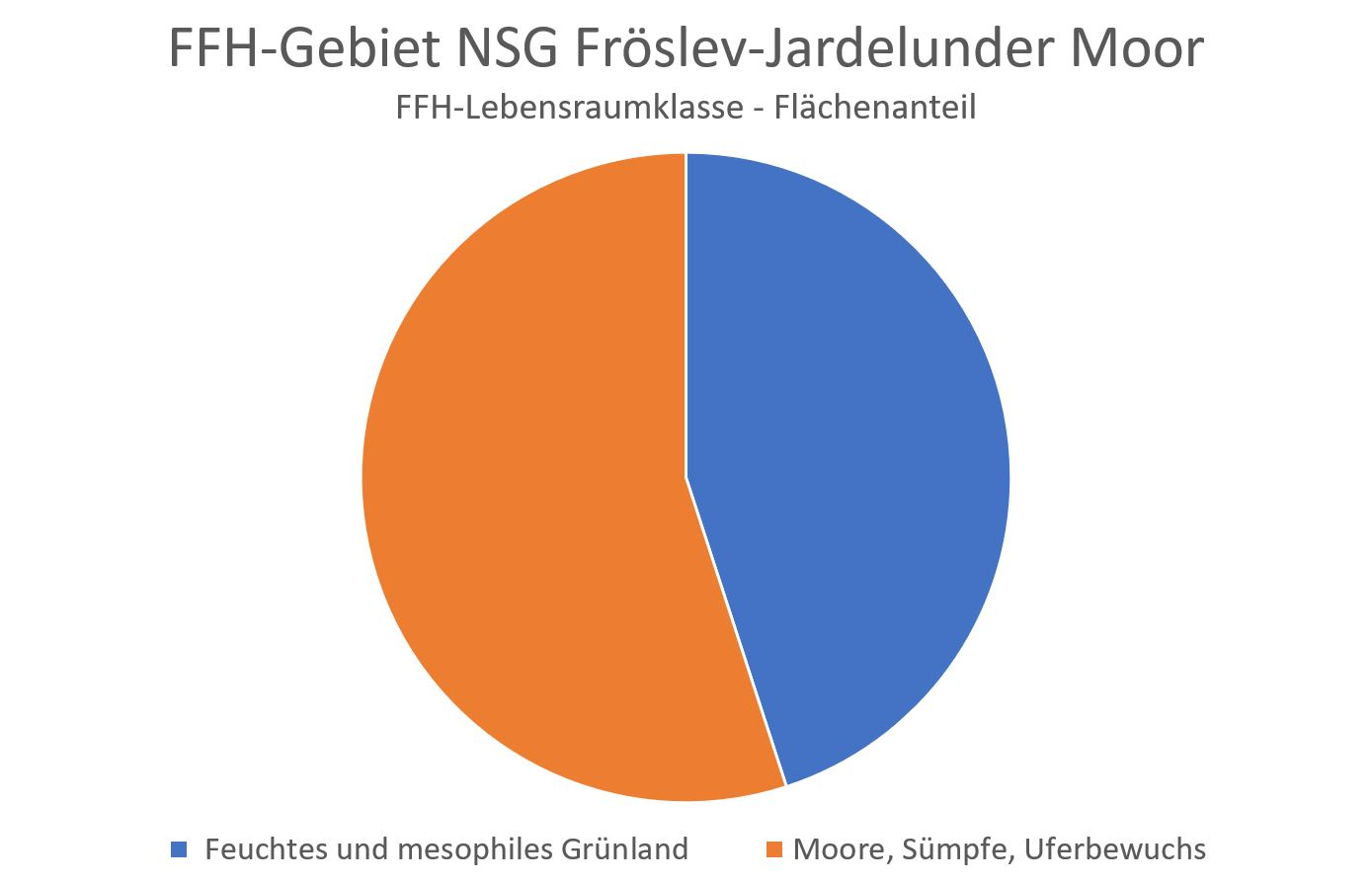
Diagramm 2: FFH-Lebensraumklassen

Das FFH-Gebiet besteht heute etwa zu gleichen Teilen aus Mooren und Grünland. Bis zur Abtretung Nordschleswigs an das Königreich Dänemark am 15. Juni 1920 war das Fröslev-Jardelunder Moor ein zusammenhängendes Moorgebiet. Danach entwickelte sich das Jardelunder Moor auf deutscher Seite anders als das Fröslev Moor auf dänischer Seite. Während das Jardelunder Moor bis in die 80er Jahre des vorigen Jahrhunderts durch teilweise maschinellen Torfabbau großflächig ausgebeutet wurde, wurde diese Nutzung im Fröslev Moor bereits mit dem Ende des Zweiten Weltkriegs 1945 eingestellt. Aus diesem Grund gibt es im Jardelunder Moor viel mehr Stillgewässer in ehemaligen Torfstichen als im Fröslev Moor.

## FFH-Gebietsgeschichte und Naturschutzumgebung
Der NATURA 2000-Standard-Datenbogen für dieses FFH-Gebiet wurde im Juni 2004 vom Landesamt für Landwirtschaft, Umwelt und ländliche Räume (LLUR) des Landes Schleswig-Holstein erstellt, im September 2004 als Gebiet von gemeinschaftlicher Bedeutung (GGB) vorgeschlagen, im Dezember 2004 von der EU als GGB bestätigt und im Januar 2010 national nach § 32 Absatz 2 bis 4 BNatSchG in Verbindung mit § 23 LNatSchG als besonderes Erhaltungsgebiet (BEG) bestätigt. Der Managementplan für das FFH-Gebiet wurde vom Ministerium für Energiewende, Landwirtschaft, Umwelt und ländliche Räume (MELUR) des Landes Schleswig-Holstein am 20. April 2017 veröffentlicht. Das FFH-Gebiet ist flächenmäßig deckungsgleich mit dem am 30. Mai 1984 geschaffenem Naturschutzgebiet Fröslev-Jardelunder Moor und dem EU-Vogelschutzgebiet mit gleicher Kennung 1121-391 und wird im selben Managementplan behandelt wie das FFH-Gebiet. Es ist bis auf die Grenze zu Dänemark umgeben von dem am 21. Dezember 2011 eingerichtetem Landschaftsschutzgebiet „Altmoräne am Lundtop-Jardelunder Moor“. Mit der Betreuung des NSG Fröslev-Jardelunder Moor gemäß § 20 LNatSchG des Landes Schleswig-Holstein wurde der Landesjagdverband Schleswig-Holstein e.V. betraut. Das FFH-Gebiet kann von Besuchern auf Wanderwegen betreten werden. Einer führt über die deutsch-dänische Grenze in das Fröslev Moor. Für den Besucher gibt es vier Informationstafeln des Besucherinformationssystems (BIS) für Naturschutzgebiete und NATURA 2000-Gebiete in Schleswig-Holstein. Im Internet steht das zweisprachige BIS-Faltblatt 59102 „Fröslev-Jardelunder Moor/Frøslev-Jardelund Mose“, sowie das dänische Faltblatt „Frøslev Mose“ zur Verfügung. Ein ausgewiesener Parkplatz liegt auf dänischer Seite. Auf deutscher Seite ist an der Vereinshütte des Landesjagdverbandes Schleswig-Holstein an der Grenzstraße Platz für mehrere Pkws.

## FFH-Erhaltungsgegenstand

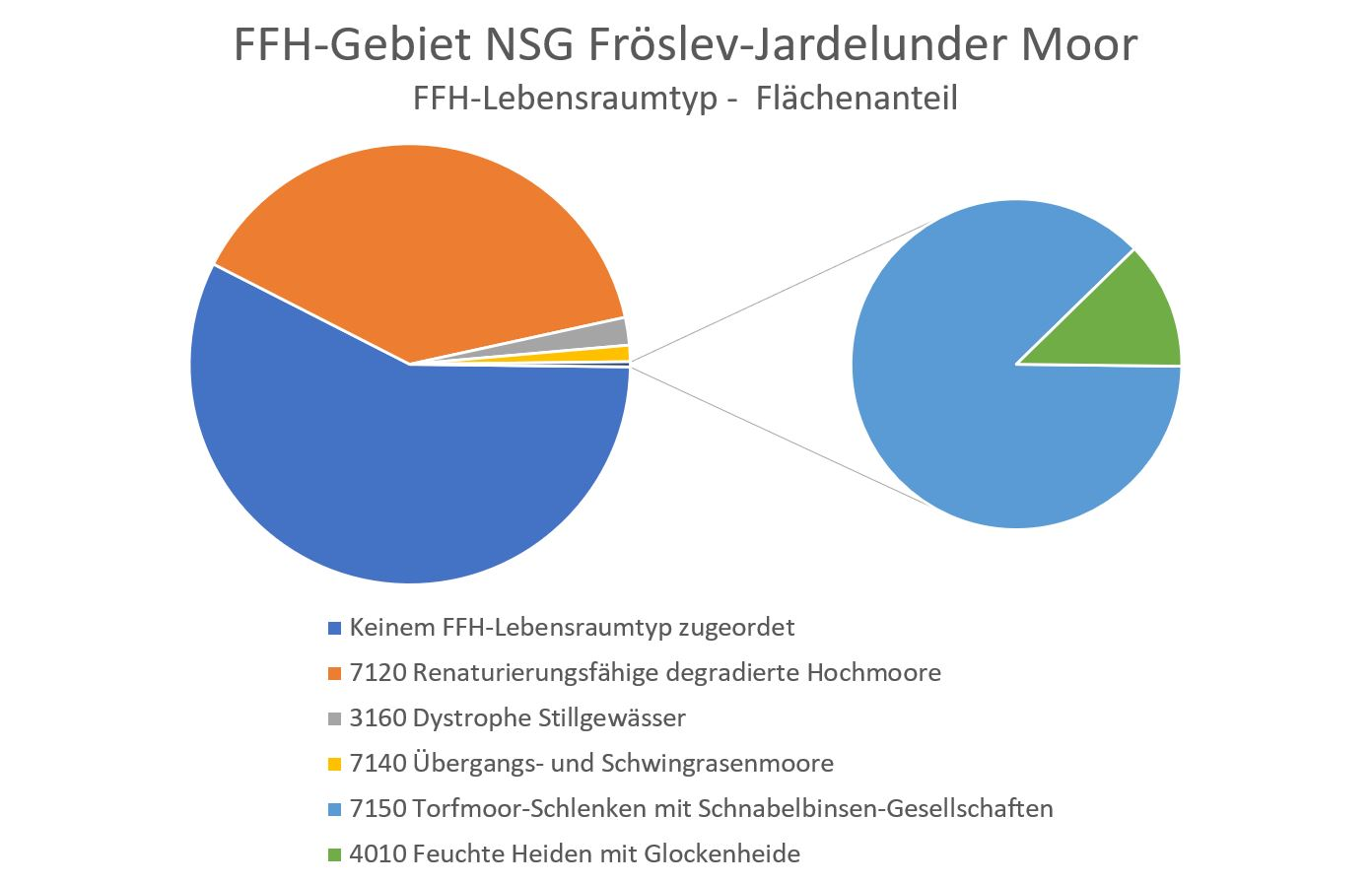
Diagramm 3: FFH-Lebensraumtypen

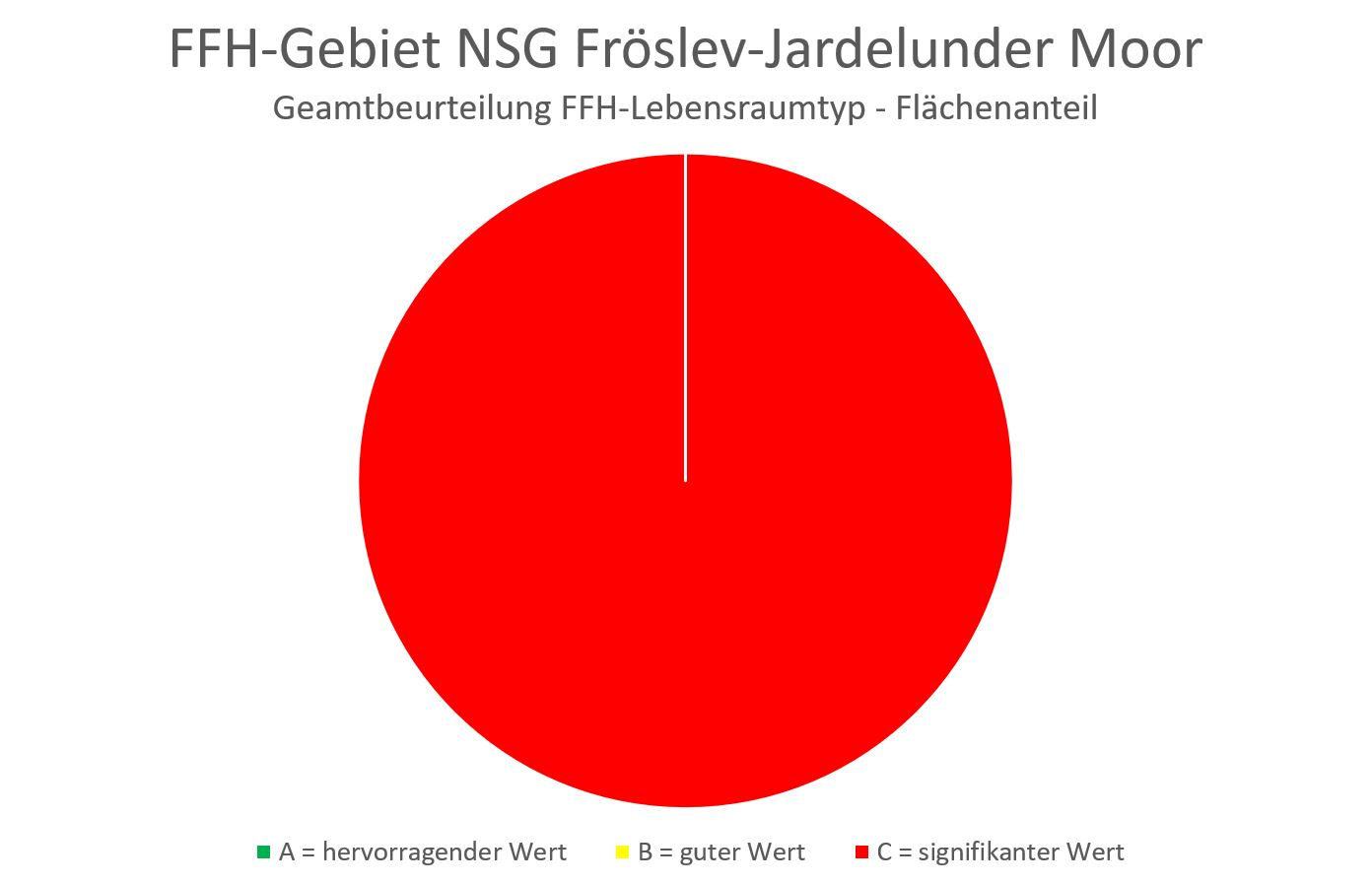
Diagramm 4: Gesamtbeurteilung der FFH-Lebensraumtypen

Laut Standard-Datenbogen vom Mai 2019 sind folgende FFH-Lebensraumtypen und Arten für das Gesamtgebiet als FFH-Erhaltungsgegenstände mit den entsprechenden Beurteilungen zum Erhaltungszustand der Umweltbehörde der Europäischen Union gemeldet worden (Gebräuchliche Kurzbezeichnung (BfN)):
FFH-Lebensraumtypen nach Anhang I der EU-Richtlinie:
- 3160 Dystrophe Stillgewässer (Gesamtbeurteilung C)[18]
- 4010 Feuchte Heiden mit Glockenheide (Gesamtbeurteilung C)[19]
- 7120 Renaturierungsfähige degradierte Hochmoore (Gesamtbeurteilung C)[20]
- 7140 Übergangs- und Schwingrasenmoore (Gesamtbeurteilung C)[21]
- 7150 Torfmoor-Schlenken mit Schnabelbinsen-Gesellschaften (Gesamtbeurteilung C)[22]

Arten gemäß Artikel 4 der Richtlinie 2009/147/EG und nach Anhang II der Richtlinie 92/43/EWG:
- 1042 Große Moosjungfer (Gesamtbeurteilung B)[24]
- A247 Feldlerche (Alauda arvensis) (Gesamtbeurteilung C)[25]
- A257 Wiesenpieper (Anthus pratensis) (Gesamtbeurteilung C)[26]
- A153 Bekassine (Gesamtbeurteilung C)[27]
- A639 Kranich (Gesamtbeurteilung C)[28]
- A338 Neuntöter (Gesamtbeurteilung C)[29]
- A160 Großer Brachvogel (Keine Gesamtbeurteilung)[30]
- A275 Braunkehlchen (Keine Gesamtbeurteilung)[31]
- A142 Kiebitz (Keine Gesamtbeurteilung)[32]

## FFH-Erhaltungsziele
Aus den o.a. FFH-Erhaltungsgegenständen werden als FFH-Erhaltungsziele von besonderer Bedeutung die Erhaltung folgender Lebensraumtypen und Arten im FFH-Gebiet vom Ministerium für Energiewende, Landwirtschaft, Umwelt und ländliche Räume des Landes Schleswig-Holstein erklärt:
- 7120 Renaturierungsfähige degradierte Hochmoore
- 7150 Torfmoor-Schlenken mit Schnabelbinsen-Gesellschaften
- 1042 Große Moosjungfer

Aus den o.a. FFH-Erhaltungsgegenständen werden als FFH-Erhaltungsziele von Bedeutung die Erhaltung folgender Lebensraumtypen und Arten vom Ministerium für Energiewende, Landwirtschaft, Umwelt und ländliche Räume des Landes Schleswig-Holstein erklärt:
- 3160 Dystrophe Stillgewässer
- 4010 Feuchte Heiden mit Glockenheide
- 7140 Übergangs- und Schwingrasenmoore
- A153 Bekassine
- A639 Kranich
- A338 Neuntöter

## FFH-Analyse und Bewertung

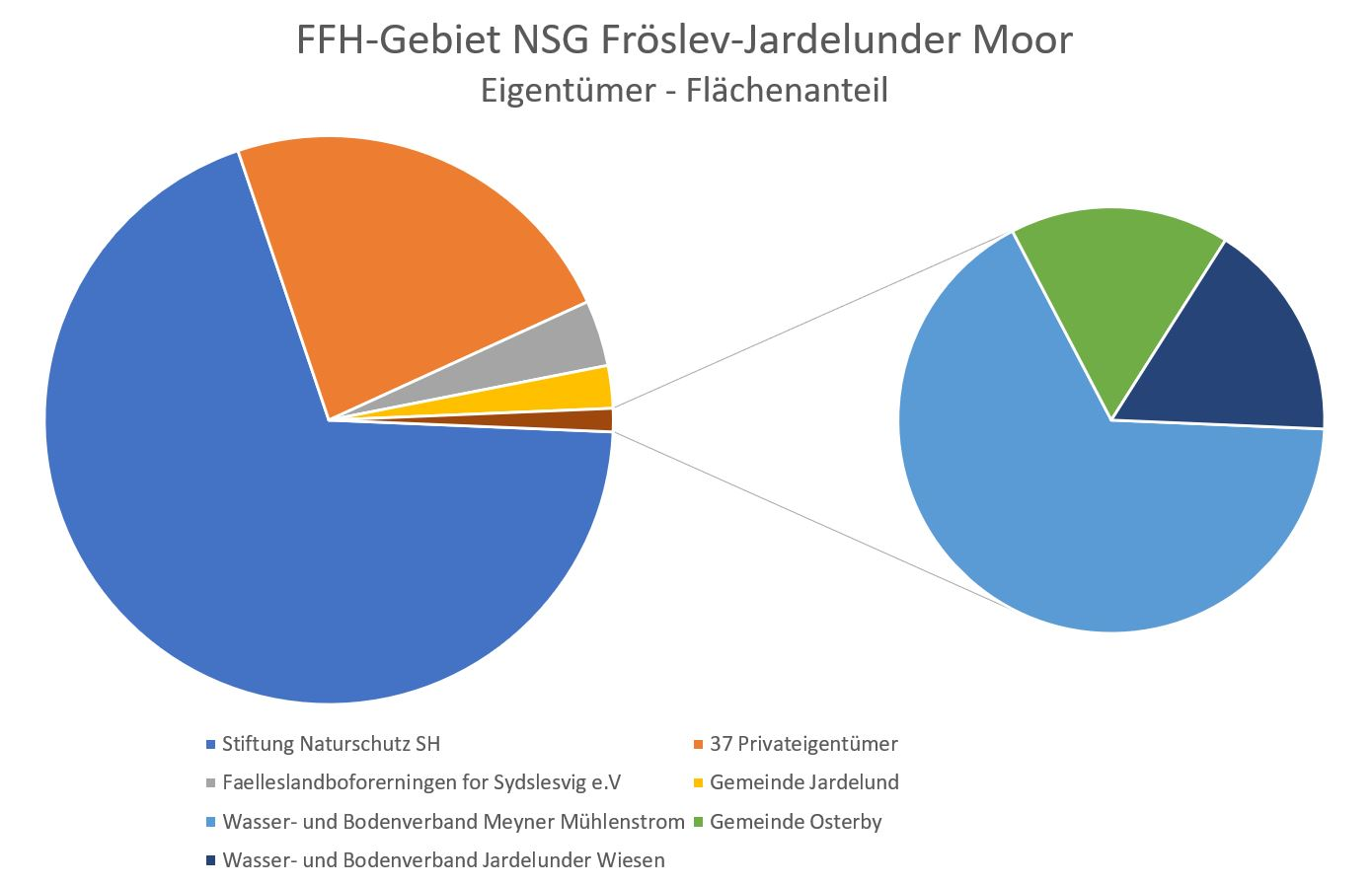
Diagramm 5: Eigentümerstruktur

Das Kapitel Analyse und Bewertung im Managementplan beschäftigt sich unter anderem mit der Hydrologie und den aktuellen Gegebenheiten des FFH-Teilgebietes. Die Ergebnisse fließen in den FFH-Maßnahmenkatalog ein. Über die Hälfte des FFH-Gebietes ist noch keinem FFH-Lebensraumtyp zugeordnet. Hierbei handelt es sich um trocken gelegte Grünlandflächen, die den zentralen Moorbereich im Norden und Westen vorgelagert sind. Sie befinden sind mittlerweile im Eigentum der Stiftung Naturschutz Schleswig-Holstein und werden seitdem extensiv beweidet. Wenn die Entwässerung auf diesen Flächen eingestellt würde, wäre langfristig eine Entwicklung hin zum FFH-Lebensraumtyp 6510 Magere Flachland-Mähwiesen möglich. Der zentrale Hochmoorbereich entwässert auch nach den in den 90er Jahren durchgeführten Vernässungsmaßnahmen durch Verfüllen des Grenzgrabens und die Anlage von Verwallungen im Randgebiet des Moorkomplexes noch immer. Als eine Ursache wird die weiterhin starke Entwässerung durch den am Westrand des Hochmoores liegenden tiefen Graben Nr. 60 gesehen. Die Grünlandflächen zwischen Süder- und Nordermoorweg werden wegen der zeitweise hohen Wasserstände nicht mehr bewirtschaftet. Diese Flächen könnten sich zum FFH-Lebensraumtyp 7140 Übergangs- und Schwingrasenmoore entwickeln. Knapp dreiviertel der Flächen des FFH-Gebietes befinden sich im Besitz der Stiftung Naturschutz Schleswig-Holstein und den beiden Gemeinden Jardelund und Osterby. Damit ist sichergestellt, dass dem Verschlechterungsverbot weitgehend Beachtung geschenkt wird.

## FFH-Maßnahmenkatalog

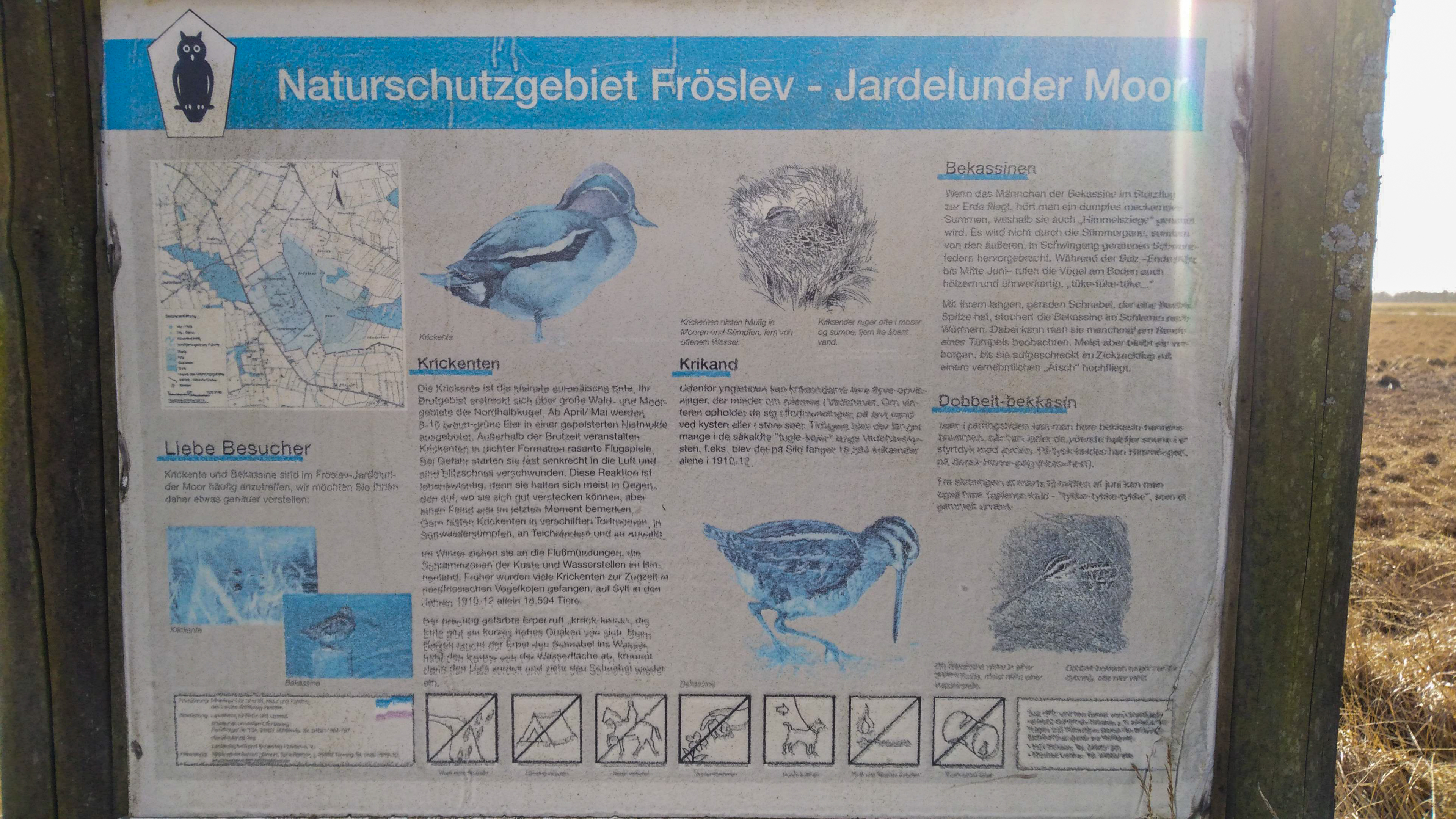
Bild 1: Ausgebleichte Infotafel (Februar 2021)

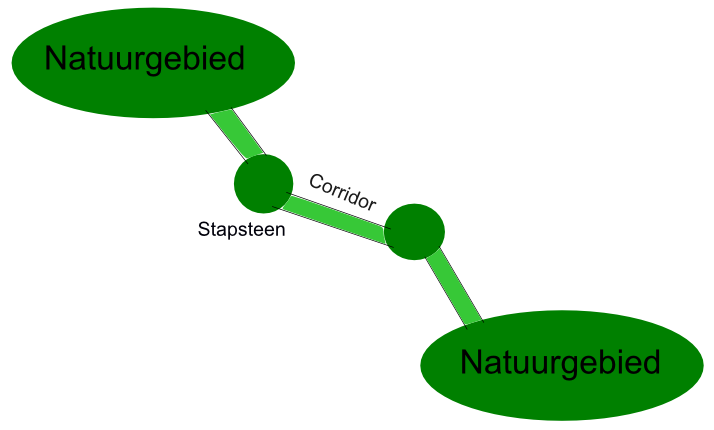
Diagramm 6: Trittsteinkonzept

Der FFH-Maßnahmenkatalog im Managementplan führt neben den bereits durchgeführten Maßnahmen geplante Maßnahmen zur Erhaltung und Entwicklung der FFH-Lebensraumtypen im FFH-Gebiet an. Diese sind in einer Maßnahmenkarte und 16 Maßnahmenblättern schriftlich niedergelegt.
- Das Maßnahmenblatt 1 sieht die Erstellung eines Gutachtens zur Lage der Vernässung im FFH-Gebiet unter Einbeziehung des südlich des FFH-Gebietes gelegenen Tals der Wallsbek durch das Landesamt für Landwirtschaft, Umwelt und ländliche Räume des Landes Schleswig-Holstein (LLUR) vor. Dies soll die Grundlage für die Planung eines effizienten Überwachungssystems der Wasserstände im FFH-Gebiet sein, um einerseits Undichtigkeiten schnell zu lokalisieren und andererseits die Wirksamkeit der durchgeführten Maßnahmen verfolgen zu können. Vom Ergebnis des Gutachtens hängt die Durchführung aller weiteren Vernässungsmaßnahmen ab, da die Privateigentümer und die zuständigen Wasserverbände mit negativen Folgen für die Nutzung des Grünlandes rechnen.[38]
- Das Maßnahmenblatt 2 beschreibt die für 2018 vorgesehene Verfüllung des Grabens Nr. 60 am Westrand des Hochmoores mit einer leichten Überhöhung.
- Im Maßnahmenblatt 3 wird die Sicherung des Vernässungszustandes im westlichen Feuchtgrünland durch geeignete Maßnahmen im Jahre 2018 festgelegt. Durch die Verfüllung und leichte Verwallung des Grabens Nr. 60 wird weniger Wasser in das Grünland abfließen. Das darf aber nicht zur Absenkung des Wasserstandes im Grünland führen.
- Das Maßnahmenblatt 4 befasst sich mit den Folgen der Vernässungsmaßnahmen für die Beweidung des Hochmoorgebietes. Grundsätzlich soll die Beweidung durch Schafe und Ziegen im Hochmoor beibehalten werden. Sie muss allerdings den steigenden Wasserständen bei erfolgreicher Vernässung im Umfang angepasst werden. In vernässten Gebieten muss sie eingestellt werden.
- Maßnahmenblatt 5 beschreibt die Bereitschaft, bei gesicherter Finanzierung Maßnahmen zur Artenschutzerhaltung weiterhin zu unterstützen.
- Maßnahmenblatt 6 sieht das Fällen von im Gebiet von Torfstichen im Uferbereich noch vorhandenen Birken vor und diese im Wasser des Uferbereichs als Wellenbrecher abzulegen. Hierdurch soll an den Steilkanten die schnellere Entwicklung von Schwingrasenmoor unterstützt werden.
- Maßnahmenblatt 7 sieht weitere Abschrägungen der Kanten von Torfstichen vor, wo sich noch keine Torfmoose gebildet haben, um die Entwicklung von Schwingrasenmoor zu fördern. Es dient auch dem Schutz des Wildes, das das Moor durchstreift.
- Maßnahmenblatt 8 schlägt die Montage von Vogelschutzmarkierungen an der Hochspannungsleitung vor, die durch das westliche Feuchtgrünland führt.[36] Dies soll insbesondere dem Schutz der Kraniche dienen.
- Maßnahmenblatt 9 regt die Anlage von Kleingewässern im nördlichen Gebietsbereich zur Wiederansiedlung der Knoblauchkröte an. Hierzu stehen EU-Mittel des unter der Leitung der schwedischen Umweltorganisation Länsstyrelsen Skåne stehenden EU-Förderprojektes „EU Life Nature Project LIFE14 NAT/SE/000201“ zur Verfügung.[39]
- Im Maßnahmenblatt 10 wird auf die Bereitschaft der Stiftung Naturschutz Schleswig-Holstein in Abstimmung mit der unteren Naturschutzbehörde hingewiesen, bei gesicherter Finanzierung auch die Förderung von Arten, deren Lebensraum das Moor ist, zu ermöglichen, die nicht im Standard-Datenbogen des FFH-Gebietes aufgeführt sind.

- Maßnahmenblatt 11 enthält Vorschläge zur Verbesserung der Verbreitung von Fauna und Flora im Rahmen des bestehenden Biotopverbunds mit Hilfe des „Trittsteinkonzepts“.
- Im Maßnahmenblatt 12 wird auf das mögliche vermehrte Auftreten von Eisenocker in den Gewässern des FFH-Gebietes als Folge der Vernässungsmaßnahmen hingewiesen. Im südöstlich des FFH-Gebietes liegenden FFH-Teilgebiet Schafflunder Mühlenstrom des FFH-Gebietes Gewässer des Bongsieler Kanal-Systems an der Wallsbek ist dieses Phänomen zu beobachten. Hohe Gehalte an Eisenocker gefährden die Brut von Fischen, Kleinlebewesen und flutender Vegetation im Wasser.
- Das Maßnahmenblatt 13 befasst sich mit den westlich des Moores gelegenen privaten Grünlandflächen. Diese sollte von intensiver in extensive Nutzung genommen werden, um sich langfristig in den Lebensraumtyp 6510 Magere Flachland-Mähwiesen entwickeln zu können. Hierfür soll das Instrument des Vertragsnaturschutzes mit den Privateigentümern genutzt werden, was allerdings mit Ausgleichszahlungen verbunden ist.
- Im Maßnahmenblatt 14 wird die Verlegung eines Teils des Rundwanderweges aus dem Moor in den Grünlandbereichvorgschlagen. Der Weg ist teilweise wegen Überschwemmung nicht nutzbar. Wenn die Vernässungsmaßnahmen durchgeführt sind, muss der Weg aufgegeben werden müssen.
- Das Maßnahmenblatt 15 beschreibt die erforderlichen Erneuerungsarbeiten für das Besucherinformationssystems BIS.
- Das Maßnahmenblatt 16 enthält die Aufforderung, ein zukunftsfähiges Überwachungskonzept für die Hydrologie des FFH-Gebietes zu erarbeiten.

## FFH-Erfolgskontrolle und Monitoring der Maßnahmen
Eine FFH-Erfolgskontrolle und Monitoring der Maßnahmen findet in Schleswig-Holstein alle sechs Jahre statt. Der Managementplan wurde 2017 veröffentlicht. Somit wäre 2023 die nächste FFH-Erfolgskontrolle fällig.

## Bildergalerie

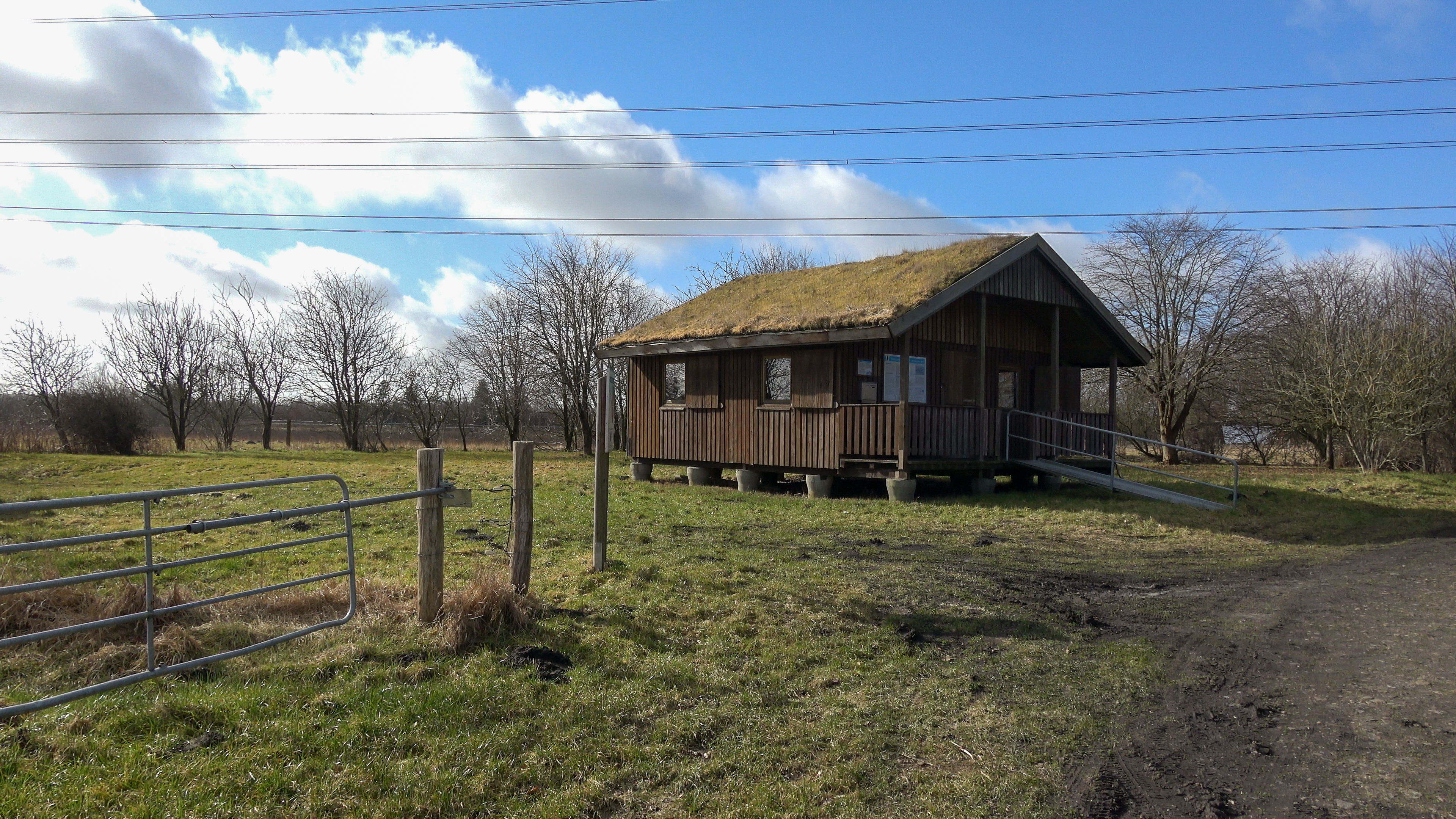
Vereinshütte des Landesjagdverbandes
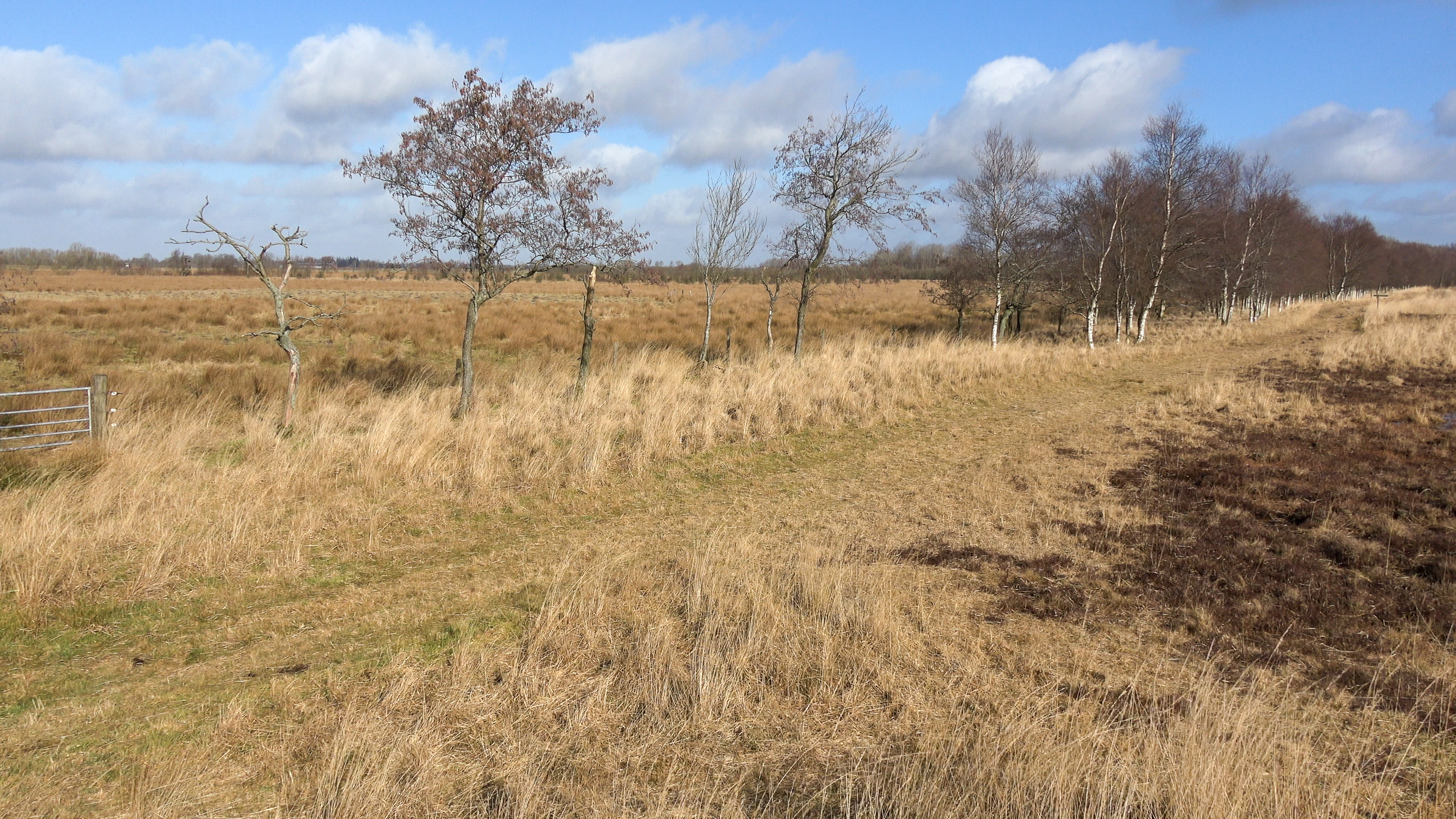
Weg zum Fröslev Moor
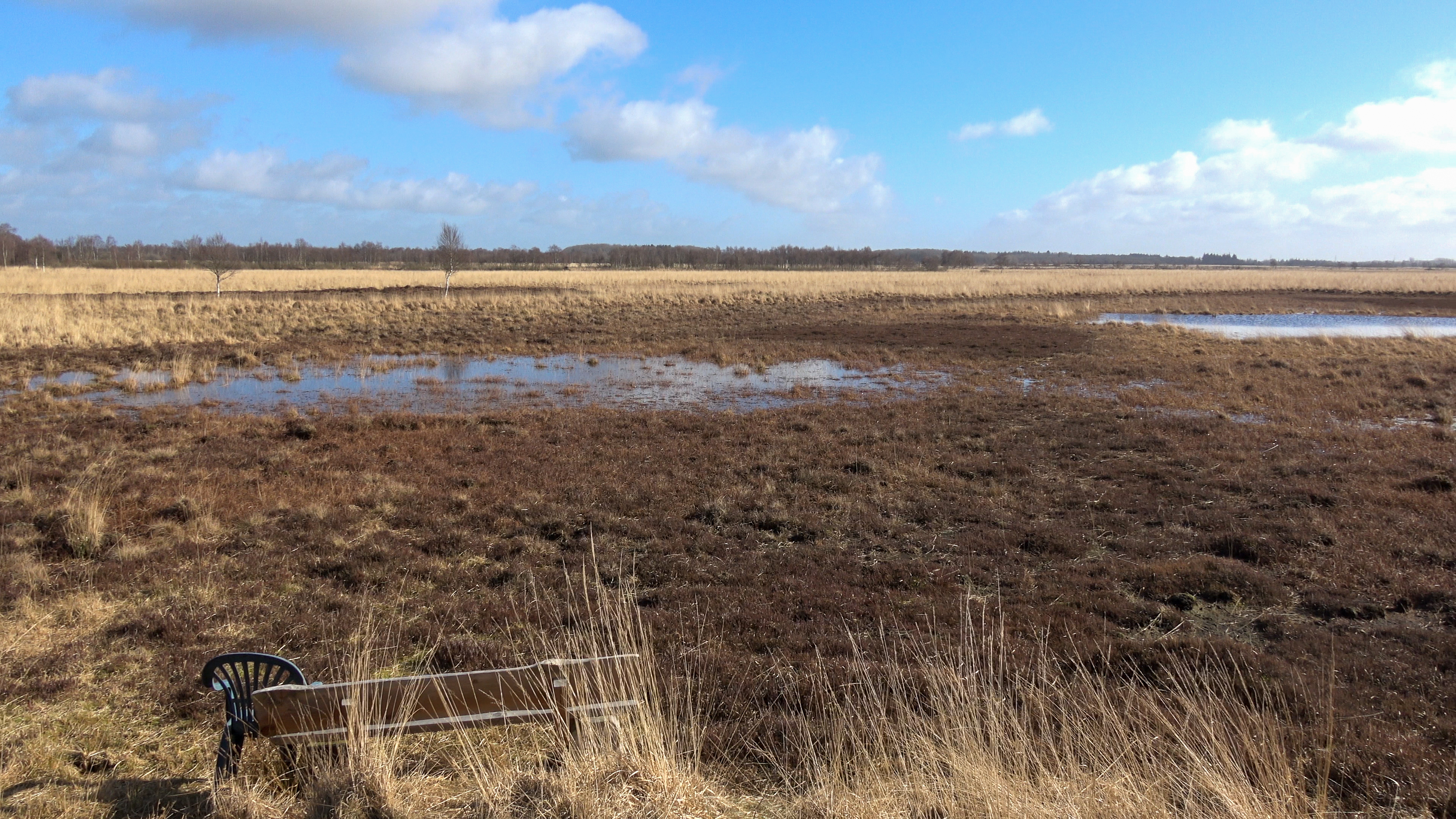
Jardelunder Moor
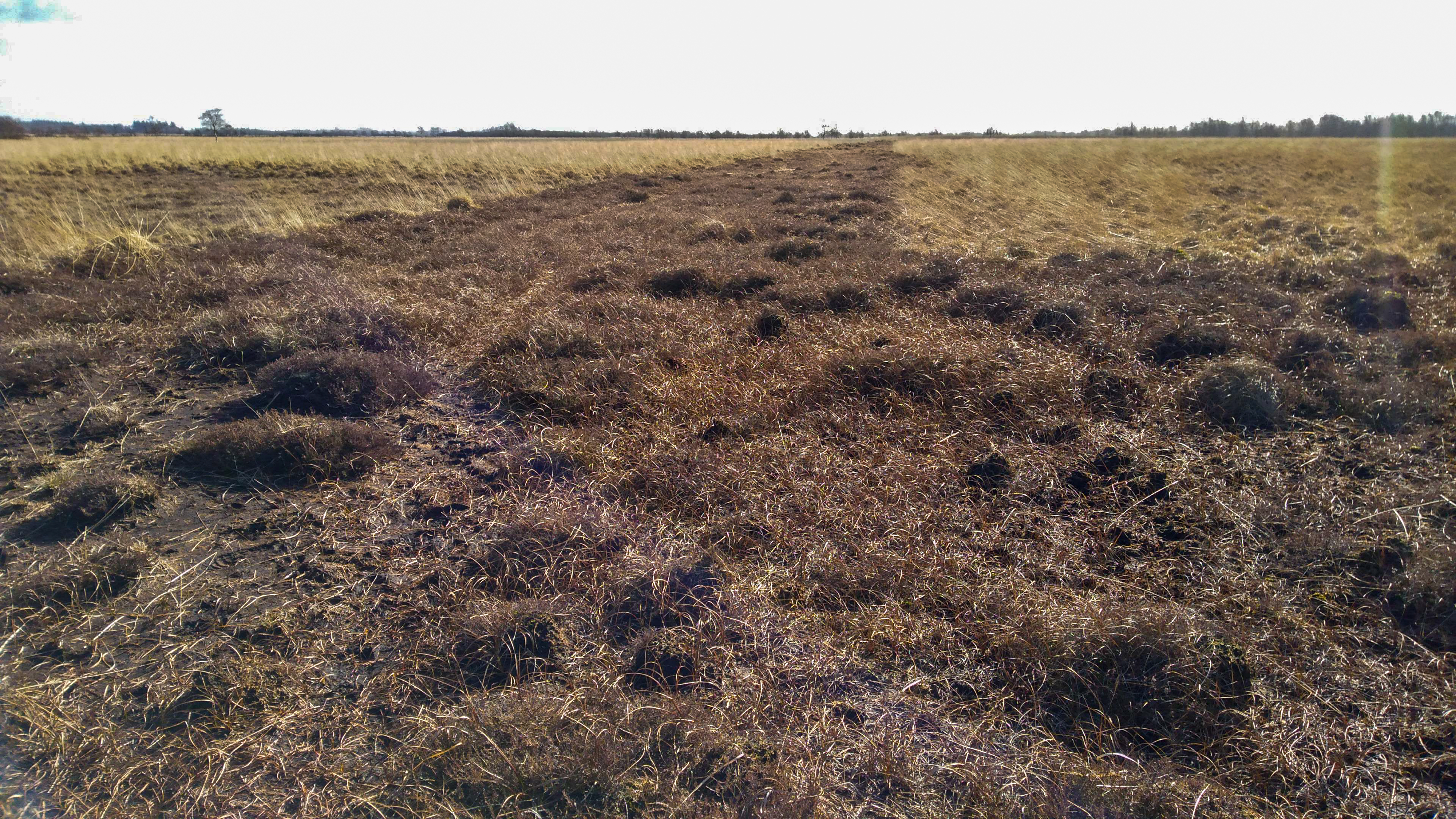
Rundweg durch das Jardelunder Moor
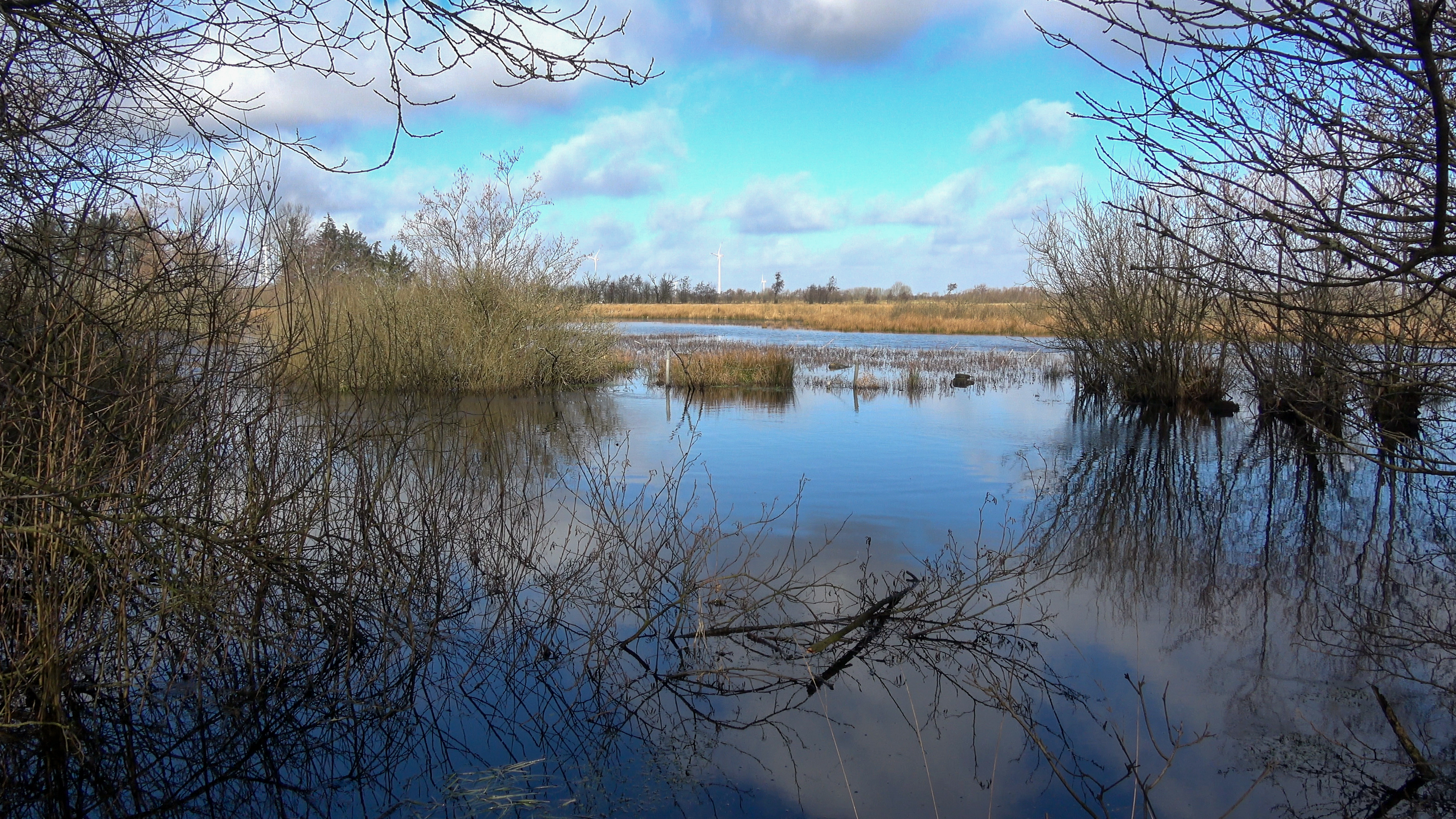
Moorsee westlich des Grenzweges
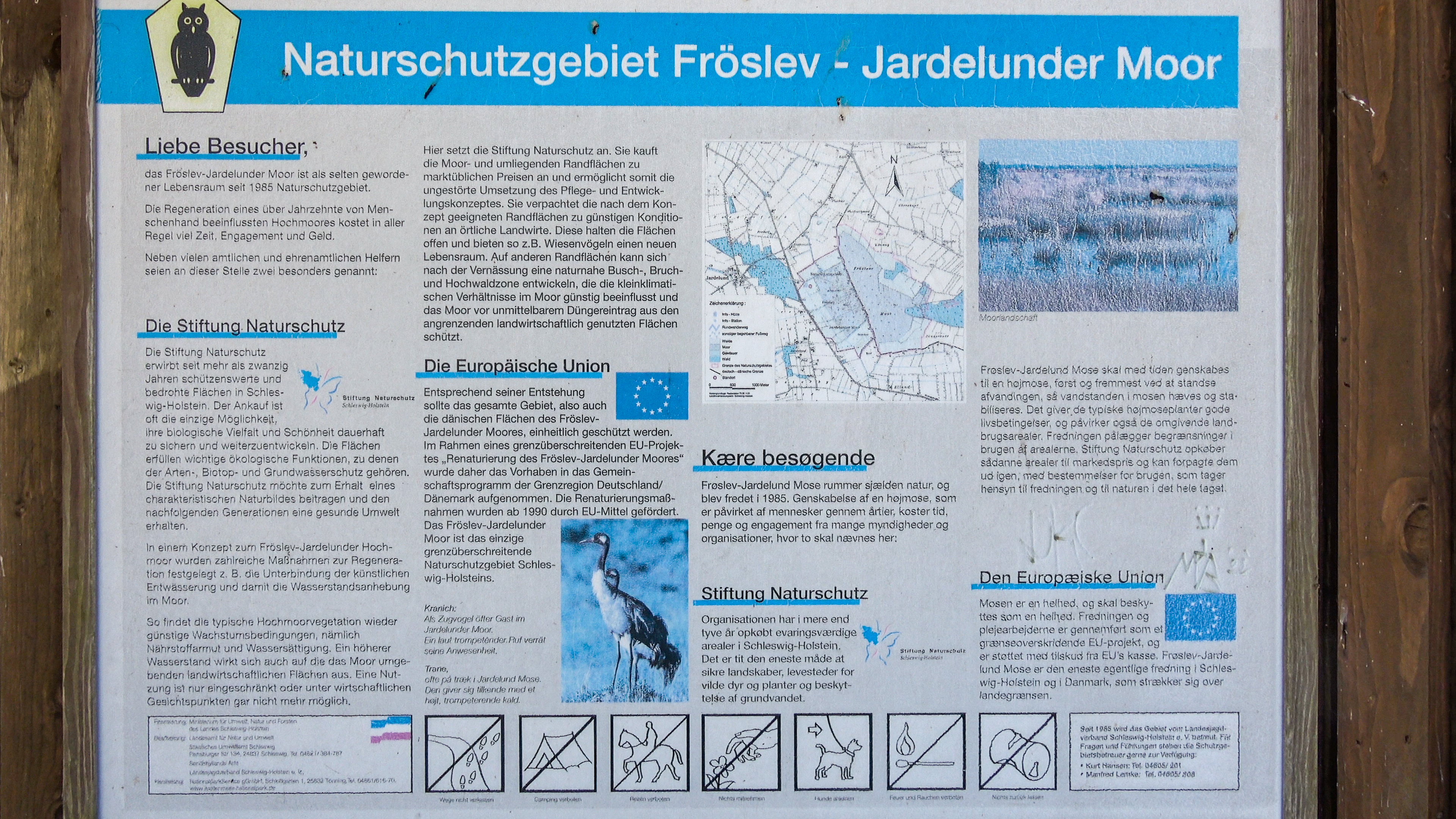
Infotafel am Vereinsgebäude des Landesjagdverbandes